# Мирзаметов, Магомедмирза Мирзаметович
Магомедмирза Мирзаметович Мирзаметов (1932, с. Чахчах, Магарамкентский район, Дагестанская АССР, РСФСР, СССР — 1992, Махачкала, Дагестан, Россия) — советский и российский химик, профессор, ректор Дагестанского государственного университета (1991—1992).

## Биография
Родился в селе Чахчах Магарамкентского района, по национальности — лезгин. Окончил сельскую школу в родном селе. С 1966 года его жизнедеятельность была связана с Дагестанским государственным университетом, где он работал преподавателем, доцентом, заведующим кафедрой органической и физколлоидной химии, затем работал проектором по научной и учебной работе. В 1991 года на выборах его избрали ректором ДГУ. В 1992 году его не стало. Также работал членом–корреспондентом Академии научной технологии, где его именем названа лаборатория. 24 марта 1998 года указом Государственного совет Дагестана средней школе в селе Чахчах-Казмаляр присвоено его имя. 

## Награды и звания
- Орден «Знак Почёта»;
- Заслуженный деятель науки Дагестана;
- Лауреат премии Республики Дагестан.